# Mestna avtobusna linija št. 28 (Ljubljana), 2009-2016
Mestna avtobusna linija številka 28 Kajuhova – Sostro – Mali Lipoglav je bila ena izmed avtobusnih linij javnega mestnega prometa v Ljubljani. Potekala na jugovzhodnem mestnem obrobju v smeri zahod - vzhod.
Del linije na odseku od Sostra do Malega Lipoglava je potekal skozi gozd ob potoku Reka po ovinkasti cesti, vzpenjajoči se v hrib. Končno postajališče je tako bilo 240 metrov višje od izhodišča v Ljubljani.

## Zgodovina
Primestna avtobusna proga Ljubljana – Podlipoglav – Mali Lipoglav, odprta leta 1970, je sprva obratovala ob delavnikih in sobotah. Zaradi upada števila potnikov so v začetku 90. let 20. stoletja ukinili sobotne vožnje in večerna odhoda ob 19.15 iz Lipoglava ter ob 20.15 iz Ljubljane. Vozni red se na progi razen nekaterih minutnih popravkov zatem skorajda ni spreminjal. Opaznejša sprememba se je zgodila leta 2008, ko so prvi jutranji odhod z Lipoglava prestavili s 5.00 na 6.00. Linija je bila vsa leta v sklopu medkrajevnega potniškega prometa (medkrajevna linija), ker pa njena trasa poteka samo znotraj občinskih meja Mestne občine Ljubljana, je bila maja 2009 preregistrirana v mestno avtobusno linijo ter preštevilčena iz linije št. 67 v linijo št. 28. Konec junija istega leta je bila ob uvedbi poletnega voznega reda linija skrajšana do Vevč oz. Sostrega, 1. septembra pa je bila ponovno podaljšana po delu nekdanje trase do Kodeljevega.
V taki obliki je linija obratovala do 3. februarja 2014, ko so jo podaljšali za 600-metrov od Kodeljevega do toplarne; izravnava voznega časa je na postajališču Kajuhova. Potnikom je tam omogočeno prestopanje na še več avtobusnih linij, ki peljejo v center mesta.
Z uvedbo poletnih redov 26. junija 2014, se je spremenil potek linije med poletnimi počitnicami. Vzpostavila se je linija 28V, ki obratuje na relaciji Kajuhova – Vevče – Mali Lipoglav in ne mimo 
štepanjskega naselja. Linija 28V je z uvedbo zimskih voznih redov septembra 2014 prenehala z obratovanjem.
1. septembra 2016 sta bili liniji 28 in 29 združeni v enotno linijo št. 26 (Mali Lipoglav – Sostro – Tuji Grm). Potnikom je omogočen prestop na mestno avtobusno linijo št. 13 in 24 v Sostrem.